# スター・ライト・レター
「スター・ライト・レター」は、鬼束ちひろのファンクラブ「Welcome To Butcher Club」限定販売シングル。

## 解説
前作「祈りが言葉に変わる頃」から約11ヶ月ぶりのシングルで、初のファンクラブ限定販売シングル。CDシングルとしては「This Silence Is Mine/あなたとSciencE」以来、約1年4ヶ月ぶりとなる。
2015年3月27日に自身の公式サイトで本作の発売が発表され、同日YouTubeにて40秒のスポット映像が公開された。
ジャケットは、漫画家の東村アキコが本楽曲を聴いた際のイメージを描き下ろしたもので、星空の下、夜道を歩く男女と、その背後から男女を狙うキューピッドのイラストが描かれている。

## 収録曲
1. スター・ライト・レター
  - 作詞・作曲：鬼束ちひろ／編曲：友森昭一

鬼束ちひろ & BILLYS SANDWITCHESのメンバーである友森昭一が、楽曲プロデューサー及びギタリストとして参加している[2]。
2. スター・ライト・レター(Inst ver.)